# Raymond Durand (football)
Pour les articles homonymes, voir Raymond Durand et Durand.
Raymond Durand, né le 29 janvier 1908 à Marseille où il est mort le 31 octobre 1989, est un footballeur français qui a fait toute sa carrière à l'Olympique de Marseille (OM) au poste de demi-aile.
Il a signé à l'OM en 1925 à l'âge de 17 ans pour quitter le club en 1940. À la fin de sa carrière, il resta au club et forma de jeunes olympiens.
Il est le père d'Albert Durand qui a joué aussi à l'OM de 1955 à 1960.

## Club
- Olympique de Marseille (1925-1940)

## Palmarès
- 3 coupes de France (1927, 1935, 1938)
- 1 championnat de France amateur (1929)
- 1 championnat professionnel (1937)
- 2 championnats du sud-est (1928, 1931)
- 1 finale de coupe de France (1940)

## Sélection nationale
- 1 match international contre la Tchécoslovaquie